# Kol Nidre (film 1930)
Kol Nidre è un cortometraggio del 1930 diretto da Sidney M. Goldin.

## Produzione
Il film fu prodotto da Moe Goldman e Joseph Seiden

## Distribuzione
Fu distribuito dalla Judea Films Inc.